# Hacienda de San Pedro Tenexac

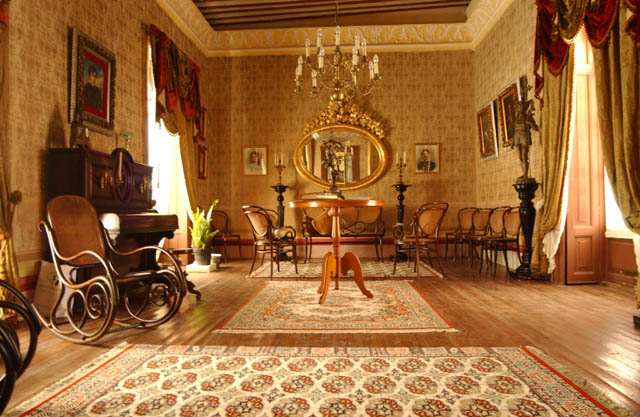
Habitación interior de la Hacienda de Tenexac, declarada Monumento Histórico de la Nación.

La Hacienda de San Pedro Tenexac es una hacienda antigua localizada en el municipio de Terrenate, Tlaxcala.
Surgió como una hacienda pulquera y ganadera en el siglo XVII, durante el auge de las haciendas mexicanas como propietarias de grandes extensiones de cultivos. Se documenta que este lugar era frecuentado por los hijos de Porfirio Díaz para practicar la caza de venado en sus alrededores. El limpio entorno agreste y la belleza de la construcción de esta hacienda, ha servido como marco de escenario para la filmación de varias películas y telenovelas mexicanas.[cita requerida]
El monumento se encuentra muy bien conservado y desde 1982 está catalogado como Monumento Histórico de la Nación por el Instituto Nacional de Antropología e Historia. La hacienda, que además cuenta con una laguna, hoy en día aún se dedica a la cría de toro de lidia, para la tauromaquia y las fiestas bravas, actividad de larga tradición por la que es afamado el estado de Tlaxcala.
Tenexac, como la mayoría de las haciendas del estado de Tlaxcala, tiene su origen en las mercedes de tierra que otorgó el imperio español a la Nueva España, en los siglos XVI y XVII. El siglo XVIII ve erigirse, en tierras de Tenexac, los primeros muros que hoy son el vestigio más antiguo de sus construcciones.